# Sphex stadelmanni
Sphex stadelmanni är en biart som beskrevs av Kohl 1895. Sphex stadelmanni ingår i släktet Sphex och familjen grävsteklar.

## Underarter
Arten delas in i följande underarter:
- S. s. integer
- S. s. stadelmanni